# Malgassapeira punctifera
Malgassapeira punctifera är en fjärilsart som beskrevs av W. Warren 1894. Malgassapeira punctifera ingår i släktet Malgassapeira och familjen mätare. Inga underarter finns listade i Catalogue of Life.